# Steenstrate
Steenstrate est un hameau situé à la frontière de Bikschote (Langemark-Poelkapelle) et de Zuidschote (Ypres), deux communes de la province belge de Flandre-Occidentale.

## Premières mentions
Le Steenstraat (rue de pierre) traversant le hameau ferait partie de la chaussée romaine reliant Cassel et Aardenburg.
Sur la carte de Ferraris datant des années 1770 les mentions « Steen Straete » et « Steen Straete Brugghe » (« pont de Steenstraete ») sont rapportées.

## Situation et description
Le hameau de Steenstrate est situé à l'intersection de la route provinciale N369 (Ypres-Dixmude) et de l'Yperlée (le canal Ypres-Yser). Steenstrate comprend plusieurs fermes, un café-restaurant et des monuments se rapportant à la Première Guerre mondiale.

## Monuments commémoratifs

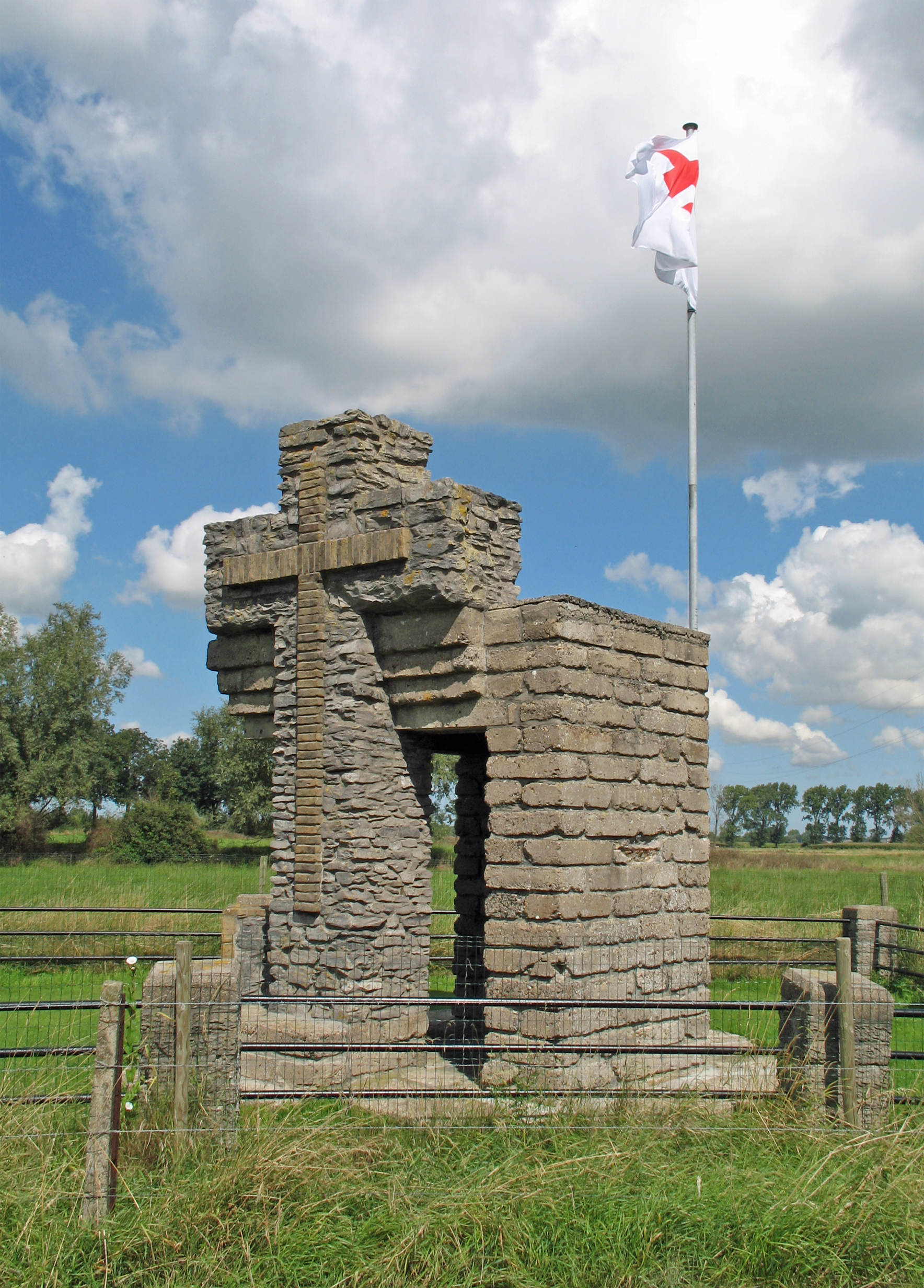
Le monument Van Raemdonck

Le monument le plus célèbre du hameau est le mémorial des frères Van Raemdonck. Chaque année en août, une semaine avant le pèlerinage de l'Yser, se déroule aux abords de ce monument la Veillée de l'Yser.
Une croix commémorative en souvenir des soldats français et de ceux qui sont morts pendant la première attaque au gaz durant la deuxième bataille d'Ypres est dressée dans le hameau.

## Festivités
Chaque année, début juillet, des festivités nautiques se déroulent à proximité du pont de Steenstrate.